# Sukhásana

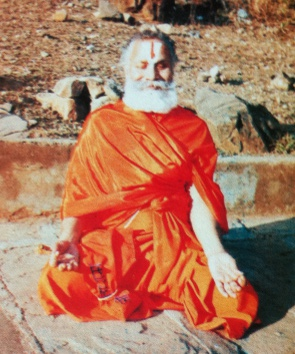
Suhkásana

Sukhásana (सुखासन; ) neboli pohodlný sed je jednou z lehkých ásan, při níž jsou nohy přirozeně překřížené.

## Popis
Pro zvýšení pohodlí je možné sedět na dekách, uvolní se napětí v křížové oblasti. Je možné také podložit kolena, pokud nemáme dostatečně uvolněné kyčle. Sezením u zdi lze ověřit rovná záda. Ramena jsou vzadu a dlaně volně na kolenou.
V této poloze můžeme protahovat trup v úklonech, předklonech, můžeme měnit polohu rukou: upažení,dlaně na ramenou, ruce propletené atp.

## Etymologie
Sukha znamená radost a ásana posezení.
Název pochází ze sanskrtského slova sukha , což znamená "potěšení", a asana (आसन, āsana), což znamená "držení těla" nebo "sídlo".